# Římskokatolická farnost Všestary
Římskokatolická farnost Všestary je územním společenstvím římských katolíků v rámci královéhradeckého vikariátu královéhradecké diecéze.

## O farnosti

### Historie
Plebánie ve Všestarech je písemně doložena v roce 1384. V pobělohorském období farnost spravovali bratři minorité z konventu v Kuklenách u Hradce Králové. Ti zde působili až do roku 1789, kdy byl kuklenský klášter zrušen. Duchovní správu farnosti následně převzalo diecézní duchovenstvo. Původní všestarský kostel byl v letech 1842–1843 nahrazen empírovou novostavbou. Během prusko-rakouské války v roce 1866 kostel sloužil jako vojenský lazaret a na faře byl ubytován armádní důstojnický sbor. Dne 3. července 1866 došlo v blízkosti Všestar ke střetu na kopci Chlum u kostela Proměnění Páně. Tento střet byl součástí bitvy u Hradce Králové a šlo o jednu z nejkrvavějších částí této bitvy. Jména některých vojáků padlých v této bitvě jsou uvedena na oltáři Panny Marie v kostele ve Všestarech.

### 21. století
Farnost je spravována excurrendo výpomocným duchovním z farnosti na Pražském Předměstí v Hradci Králové a působí v ní dva trvalí jáhni.
Administrátoři farnosti:
- 23. října 2007–31. července 2008 P. Mgr. Ing. Zdeněk Novák
- 1. srpna 2008–31. července 2015 P. ThLic. Jan Šlégr, SL.D.
- 1. srpna 2015–31. srpna 2017 P. Mgr. Tomáš Enderle
- 1. září 2017–31. července 2018 P. Bc.Th. Petr Zadina
- 1. srpna 2018–30. září 2019 P. doc. Mgr. Jan Hojda, Th.D.
- od 1. října 2019 P. Mgr. Jaroslav Brožek

| Kostel                         | Místo        | Bohoslužba             | Bohoslužba             | Poznámka        |
| ------------------------------ | ------------ | ---------------------- | ---------------------- | --------------- |
| Kaple                          | Dlouhé Dvory | neslouží se pravidelně | neslouží se pravidelně | obecní kaple    |
| Kostel Proměnění Páně          | Chlum        | sudá sobota            | 16.30                  | filiální kostel |
| Kostel Nanebevzetí Panny Marie | Neděliště    | lichá sobota           | 16.30                  | filiální kostel |
| Kostel svatého Ondřeje         | Světí        | neslouží se pravidelně | neslouží se pravidelně | filiální kostel |
| Kostel Nejsvětější Trojice     | Všestary     | neděle                 | 9.00                   | farní kostel    |